# Чачамга
Чачамга (сельк. Чаччам Кы, на кетском диалекте) — река в России, протекает по Томской области. Устье реки находится в 489 км по левому берегу реки Кеть. Длина реки составляет 181 км, площадь водосборного бассейна 2720 км².

## Притоки
- 40 км: Ингузет
  - Язевка пр
  - 64 км: Чёрная пр
  - Чёрная лв
  - 76 км: Муосоки пр
  - Малый Ингузет лв
- 105 км: Бобыльская
  - 7 км: Медвежья
- 137 км: Малая Чачамга
- Горелый
- 160 км: Толка
- Змейка

## Данные водного реестра
По данным государственного водного реестра России относится к Верхнеобскому бассейновому округу, водохозяйственный участок реки — Кеть, речной подбассейн реки — бассейн притоков (Верхней) Оби от Чулыма до Кети. Речной бассейн реки — (Верхняя) Обь до впадения Иртыша.